# Arriva Skandinavien LINT
De LINT ook wel Alstom type Coradia LINT 41 genoemd is een dieselmechanisch motorrijtuig of treinstel, een zogenaamde light train met lagevloerdeel voor het regionaal personenvervoer van Arriva Denemarken.

## Geschiedenis
De LINT is ontworpen door fabrikant Linke-Hofmann-Busch (LHB) uit Salzgitter. Het acroniem LINT staat voor "Leichter Innovativer Nahverkehrstriebwagen". De treinen van Angel Trains werden in eerste instantie voor een periode van 2004 tot december 2010 door Arriva geleased.
De concessie werd op 13 maart 2009 op nieuw voor de periode van december 2010 tot december 2018 gewonnen door Arriva. Door Alstom werden in 2010 nog eens 12 treinstellen afgeleverd. Deze zijn aangeschft om de DSB treinen van het type MR te vervangen.
In 2010 werden de eerste treinstellen genummerd 01-29 vernummerd in 1001-1029.
In 2012 werden twee treinstellen voor de treindiensten op de Vestbanen in gebruik genomen.

## Constructie en techniek
Het treinstel is opgebouwd uit een aluminium frame met een frontdeel van GVK. Typerend aan dit treinstel is de grote voorruit boven de Scharfenbergkoppeling. De treinen werden geleverd als tweedelig dieseltreinstel met mechanische transmissie. De trein heeft een lagevloerdeel. Deze treinen kunnen tot drie stuks gecombineerd in treinschakeling rijden. Zij zijn uitgerust met luchtvering.

## Internet
Sinds 2008 wordt in deze treinstellen gratis draadloos internet door middel van een wifiverbinding aangeboden.

## Treindiensten
De treinen worden sinds 2004 door Arriva ingezet op de volgende trajecten.
- Århus - Langå - Viborg[1] - Struer
- Struer - Thisted
- Struer - Holstebro - Skjern[1]
- Århus - Skanderborg - Silkeborg - Herning[1]
- Herning - Skjern - Esbjerg
- Esbjerg - Tønder - Niebüll[2]

Sinds 1 juli 2012:
- Varde - Nørre Nebel[3]